# Флаг Ясиноватой
Городской флаг Ясиноватой — официальный символ города Ясиноватая Донецкой области, утверждённый 6 августа 1997 года решением сессии городского совета.
Авторы флага: художник — член союза художников, лауреат международных конкурсов графического дизайна Пресняков Александр Павлович (г. Донецк); составитель описания — член союза журналистов Свистунов Сергей Евгеньевич (г. Донецк).

## Описание
Прямоугольное полотнище с соотношением сторон 2:3 разделено на три равновеликие горизонтальные полосы — синюю, жёлтую и белую. В верхнем свободном углу флага на пересечении верхней и средней полос герб города.

## Символика
Согласно классической традиции в европейской геральдике цветам, выбранным для флага города Ясиноватая, предоставляется следующие символические значения, призванные олицетворять славное прошлое и прекрасное будущее города: синий — слава, честь, искренность и вечная молодость; белый — жизнь, чистота, мир; жёлтый, который отождествляется в геральдике с золотом — величие, уважение, великолепие.

## Флаг города в составе ДНР
В составе самопровозглашённой ДНР в неустановленное время был введён в обращение новый флаг и герб города. В дизайне флага используется мотив герба 1981 года (скрещенный разводной ключ и молот на фоне флага УССР). Авторский коллектив: художник-оформитель Цимбал Владимир Степанович (г. Ясиноватая, автор герба), заслуженный член Российского геральдического общества Мартыненко Владимир Алексеевич (г. Донецк, соавтор герба). На лицевой стороне полотнища на фоне красных и синих прямоугольников изображен герб города, на оборотной стороне герба нет.

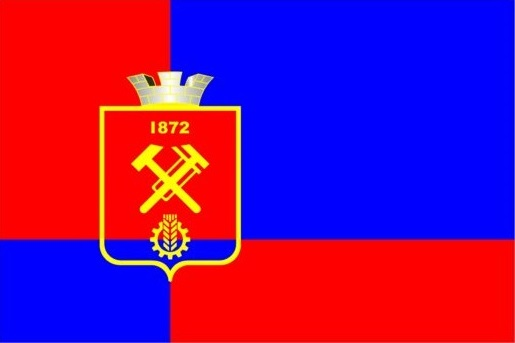
Флаг Ясиноватой в составе ДНР